# Pouilly-sur-Meuse
Pouilly-sur-Meuse település Franciaországban, Meuse megyében. Lakosainak száma 172 fő (2022. január 1.). Pouilly-sur-Meuse Létanne, Autréville-Saint-Lambert, Inor, Laneuville-sur-Meuse, Luzy-Saint-Martin és Mouzon községekkel határos.

## Népesség
A település népességének változása:
| Lakosok száma | 221  | 169  | 162  | 187  | 199  | 183  | 178  | 173  | 171  | 172  |
|               | 1968 | 1982 | 1990 | 2006 | 2013 | 2015 | 2017 | 2019 | 2020 | 2022 |